# Leigh (Wiltshire)
Leigh – wieś w Anglii, w hrabstwie Wiltshire. Leży 62 km na północ od miasta Salisbury i 125 km na zachód od Londynu.